# Meikirch
Meikirch es una comuna suiza del cantón de Berna, situada en el distrito administrativo de Berna-Mittelland. Limita al norte con la comuna de Schüpfen, al este con Kirchlindach, al sur con Wohlen bei Bern, y al oeste con Seedorf.
Hasta el 31 de diciembre de 2009 situada en el distrito de Aarberg.

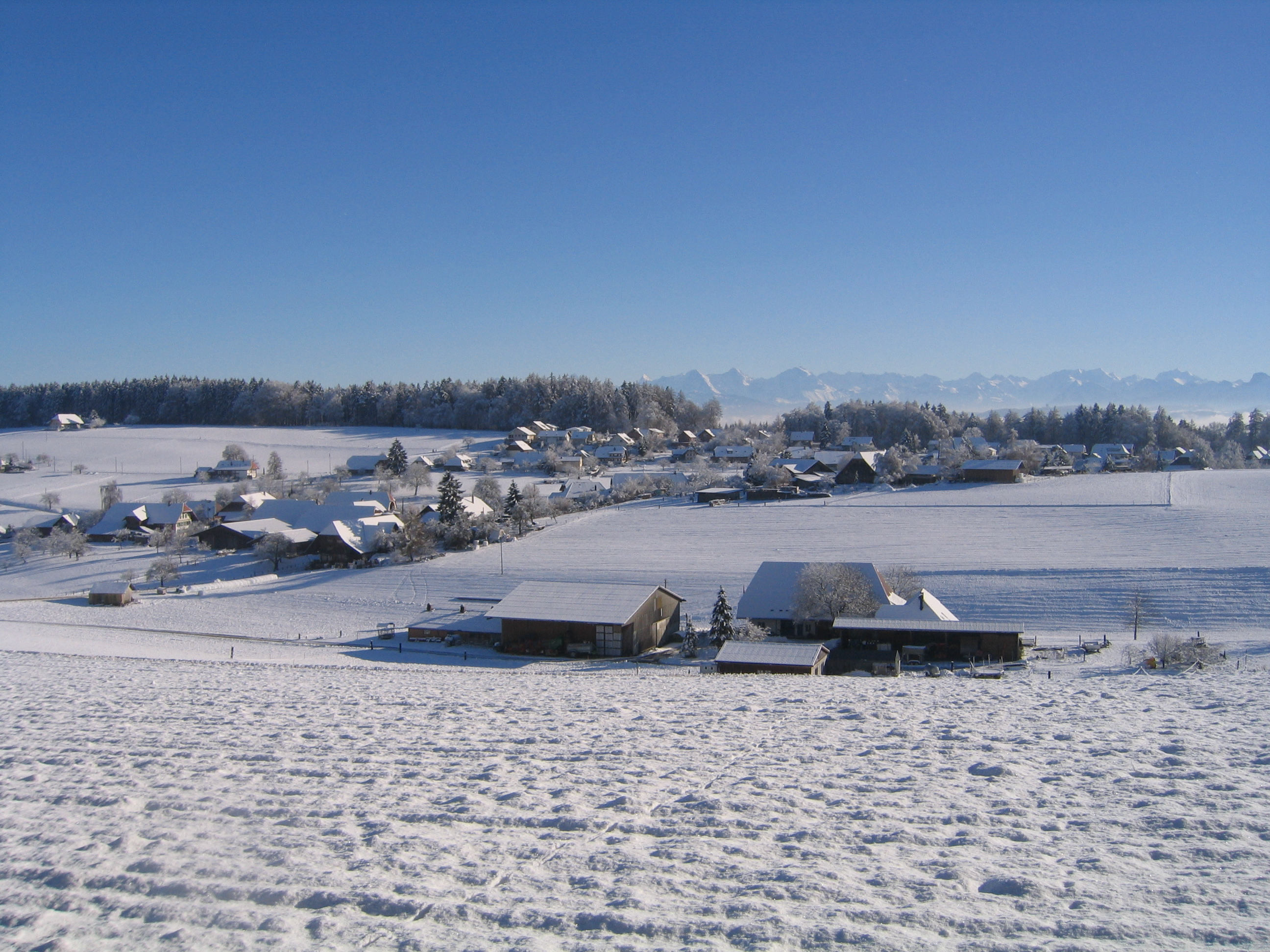
Vista de la localidad de Wahlendorf en invierno.